# Szkoła stewardes
Szkoła stewardess (ang. View from the Top) – amerykańska komedia romantyczna z 2003 w reżyserii Bruno Barreto, wyprodukowana przez wytwórnię Miramax. Zdjęcia kręcono m.in. w Newadzie i Cleveland.

## Zarys fabuły
Mieszkanka małego miasteczka, Donna Jensen (Gwyneth Paltrow), marzy o zmianie swojego życia. Wierzy, że osiągnie swój cel pracując jako stewardesa. Jednakże, droga do sukcesu nie zawsze jest prosta. Donna zaczyna swoje szkolenie pod skrzydłami legendarnego instruktora lotów Johna Whitneya (Mike Myers), i ma więcej kłopotów niż mogłaby się spodziewać.

## Obsada
- Gwyneth Paltrow – Donna Jensen
- Christina Applegate – Christine Montgomery
- Mark Ruffalo – Tim Steward
- Candice Bergen – Sally Weston
- Stephen Tobolowsky – Frank Thomas
- Jon Polito – Roy Roby
- Roark Critchlow – Tennis Pro
- Joshua Malina – Randy
- Marc Blucas – Tommy Boulay